# Anneken Hendriks
Anneken Hendriks, född 1522, död 10 november 1571 i Amsterdam, var en nederländsk anabaptist som avrättades för kätteri i Amsterdam.
Hendriks vägrade att avslöja andra anabaptister, vilket upprörde myndigheterna och skärpte hennes straff. Hon brändes levande med munnen fullstoppad med krut. Hennes död tilldrog sig stor uppmärksamhet under det pågående nederländska frihetskriget, och hon betraktades som en martyr. 